# Мандалево
Манда̀лево (на гръцки: Μάνδαλο, Мандало, катаревуса: Μάνδαλον, Мандалон, до 1926 година Μανδάλοβο, Мандалово) е село в Егейска Македония, Гърция, област Централна Македония, дем Въртокоп.

## География
Селото е разположено на 80 m надморска височина в Солунското поле на около 5 километра северно от Калиница (Кали).

## История
Край селото е открито неолитно селище, обитавано от 4600 до 4000 година и отново след 3000 година пр. Хр.

### В Османската империя
В началото на XX век Мандалево е изцяло българско село в Ениджевардарска кааза на Османската империя. Според статистиката на Васил Кънчов („Македония. Етнография и статистика“) в 1900 година селото има 118 жители българи. Според Христо Силянов след Илинденското въстание, в 1904 година цялото село минава под върховенството на Българската екзархия.
По данни на секретаря на Българската екзархия Димитър Мишев („La Macédoine et sa Population Chrétienne“) в 1905 година в Мандалево (Mandalevo) има 144 българи екзархисти.
Църквата „Свети Никола“ е построена през 1855 година, изгорена и повторно построена. През 1915 година е построена нова църква.
Кукушкият околийски училищен инспектор Никола Хърлев пише през 1909 година:
| „ | Мандалево, 6/III, 1 1/4 ч. от Сарбегово. Всичко 15 български екзархийски къщи, чифлик. Зимно време живеят тук на къшла 17 влашки семейства. Поминъкът е земеделие, бубарство и скотовъдство. В економическо отношение селото е доста западнало. Черквата е затворена, няма никакви имоти. След въстанието сега за първи път се отваря училище. Училището (до черквата) е само еда земница без таван, с недоправено огнище, с един само прозорец, полуразрутено, големина 3Х3Х2 1/2 m. | “ |

### В Гърция
По време на Балканската война в 1912 година в селото влизат гръцки части и селото остава в Гърция след Междусъюзническата война в 1913 година. 
Боривое Милоевич пише в 1921 година („Южна Македония“), че Мандалево има 15 къщи славяни християни.
В 1924 година по официален път в България се изселват 5 души. Същата година в селото са настанени 249 понтийски гърци бежанци от градчето Аргос. В 1928 година селото е чисто бежанско с 89 бежански семейства и 275 жители бежанци.
Селото е изгорено на 24 ноември 1944 година. По време на Гражданската война пострадва силно.
Според Тодор Симовски в 1991 година от 821 души половината са с местен произход, а половината с бежански.
Селото е полупланинско и произвежда жито и тютюн и е добре развито скотовъдството поради наличиено на хубави пакища.
| Име                         | Име            | Ново име          | Ново име          | Описание                                |
| --------------------------- | -------------- | ----------------- | ----------------- | --------------------------------------- |
| Калин Керич или Калид Керич | Καλίν Κερίτς   | Калирон           | Καλλιρρόη         | възвишение на З от Мандалево            |
| Орта баир                   | Ορτα Μπαΐρ     | Гилогос           | Γήλοφος           | възвишение на ЮЗ от Мандалево           |
| Тетаоца                     | Φεταότσα       | Плая              | Πλάγιά            | възвишение на З от Мандалево (195 m)    |
| Борлен                      | Μπόρλεν        | Певко             | Πεύκο             | река на З от Мандалево                  |
| Йеникташ                    | Γενίκτας       | Кали Петра        | Καλή Πετρα        | възвишение на С от Мандалево (200 m)    |
| Димова глава                | Ντίμοβα Γκλάβα | Корифи ту Димитри | Κορφή τού Δημήτρη | възвишение на СИ от Мандалево (236,7 m) |

| Година    | 1913 | 1920 | 1928 | 1940 | 1951 | 1961 | 1971 | 1981 | 1991 | 2001 | 2011 | 2021 |
| --------- | ---- | ---- | ---- | ---- | ---- | ---- | ---- | ---- | ---- | ---- | ---- | ---- |
| Население | 85   | 175  | 485  | 601  | 595  | 721  | 777  | 777  | 821  | 1153 | 1080 | 942  |

## Личности
Родени в Мандалево
- Димитър Кърпузов, български учител във Воден след Руско-турската война[16]